# Долинський цукровий завод
Долинський цукровий завод — підприємство харчової промисловості у селищі міського типу Молодіжне Долинського району Кіровоградської області. За радянських часів був найбільшим підприємством селища (яке виникло у зв'язку з будівництвом заводу).

## Історія
Долинський цукровий завод був побудований у відповідності із шостим п'ятирічним планом розвитку народного господарства СРСР. Будівництво підприємства розпочалося у жовтні 1959 року, у 1965 році в експлуатацію була введена перша черга. Завод будувався з урахуванням новітніх досягнень світової практики цукроваріння та був оснащений сучасним технологічним та енергетичним обладнанням. Сировиною для виробництва цукру був цукровий буряк.
Надалі, у виробництво були впроваджені нові технологічні процеси.
У 1977 році завод виробив 69,9 тис. тон цукрового піску та 19,7 тис. брикетованого жому.
Станом на початок 1980 року завод був одним з найбільших та передових підприємств цукрової промисловості СРСР, відрізнявся високим рівнем автоматизації та механізації виробничих процесів, головною продукцією заводу були цукровий пісок та сухий брикетований жом.
У 1982 році на підприємстві було організовано музей історії Долинського цукрового заводу.
Станом на 1990 рік, завод мав одну з найпередовіших та найефективніших систем водокористування серед підприємств цукрової промисловості СРСР (з відстоюванням та доочищенням стічних вод), яка була рекомендована до вивчення та впровадження на інших підприємствах агропромислового комплексу СРСР.
Після проголошення незалежності України завод був перетворений на відкрите акціонерне товариство.
У травні 1995 року Кабінет міністрів України включив завод до переліку підприємств, що підлягають приватизації впродовж 1995 року.
У 1997 році завод перейшов до власності ЗАТ ТД «Артеміда». У листопаді 1998 року за заявою науково-виробичного об'єднання "Техресурс" арбітражний суд Кіровоградської області почав розгляд справи № 336/6 про банкрутство відкритого акціонерного товариства "Долинський цукровий завод".
Станом на 2012 рік завод вже не функціонував, але обласна адміністрація Кіровоградської області розглядала можливості використання його виробничих потужностей.
У квітні 2017 року голова Кіровоградської ОДА С. А. Кузьменко повідомив про плани відкрити на місці колишнього цукрового заводу сонячну електростанцію.